# Statistica frequentista
La statistica frequentista (o empirica o a posteriori) valuta la probabilità come rapporto tra il numero dei successi e il numero di esperimenti, ammesso che questo sia un numero molto grande, cioè
{\displaystyle P=s/k}
dove s è il numero di successi di un esperimento e k il numero di esperimenti fatti.